# 斯塔西夫希納
50°29′10″N 32°21′50″E / 50.48611°N 32.36389°E
斯塔西夫希納（烏克蘭語：Стасівщина），是烏克蘭的村落，位於該國北部切爾尼戈夫州，由普里盧基區負責管轄，始建於1800年，面積0.8平方公里，海拔高度121米，2001年人口190，人口密度每平方公里236.6人。